# ناحية آشتي
ناحية آشتي (بالكردية: ئاشتی) وهي إحدى النواحي التابعة لقضاء كويسنجق في محافظة أربيل في العراق وتبلغ مساحتها 202كم2 وعدد القرى التابعة لها 22 قرية اما طبيعة اراضيها 80% سهول، 10% تلال و 10% جبال. يعني اسم البلدة باللغة الكردية السلام أو التآخي.